# Mont Valérien
Pour les articles homonymes, voir Valérien (homonymie).
Le mont Valérien est une colline française culminant à 161 mètres, située dans le département des Hauts-de-Seine, sur les territoires des communes de Suresnes (majoritairement), Nanterre et Rueil-Malmaison, à l'ouest de Paris (à environ douze kilomètres du parvis de Notre-Dame et deux kilomètres du pont de Suresnes, à la limite des territoires de Paris et Suresnes).
Entre le XVIIe et le début du XIXe siècle, sa partie supérieure accueille un calvaire religieux, objet de pèlerinages, alors que ses coteaux sont occupés par des vignes. L'édifice est détruit à partir de 1841 et remplacé par la forteresse du Mont-Valérien, en vue de la protection de la capitale. Pendant la guerre de 1870 avec la Prusse, l'armée française s'y réfugie, d'où elle bombarde le château de Saint-Cloud. De 1941 à 1944, durant l'Occupation allemande, plus d'un millier d'otages et de résistants y sont exécutés. Adossé au rempart sud du fort, le mémorial de la France combattante, inauguré le 18 juin 1960 par le général de Gaulle, est érigé en l'honneur des combattants, résistants et déportés de la Seconde Guerre mondiale.

## Géologie

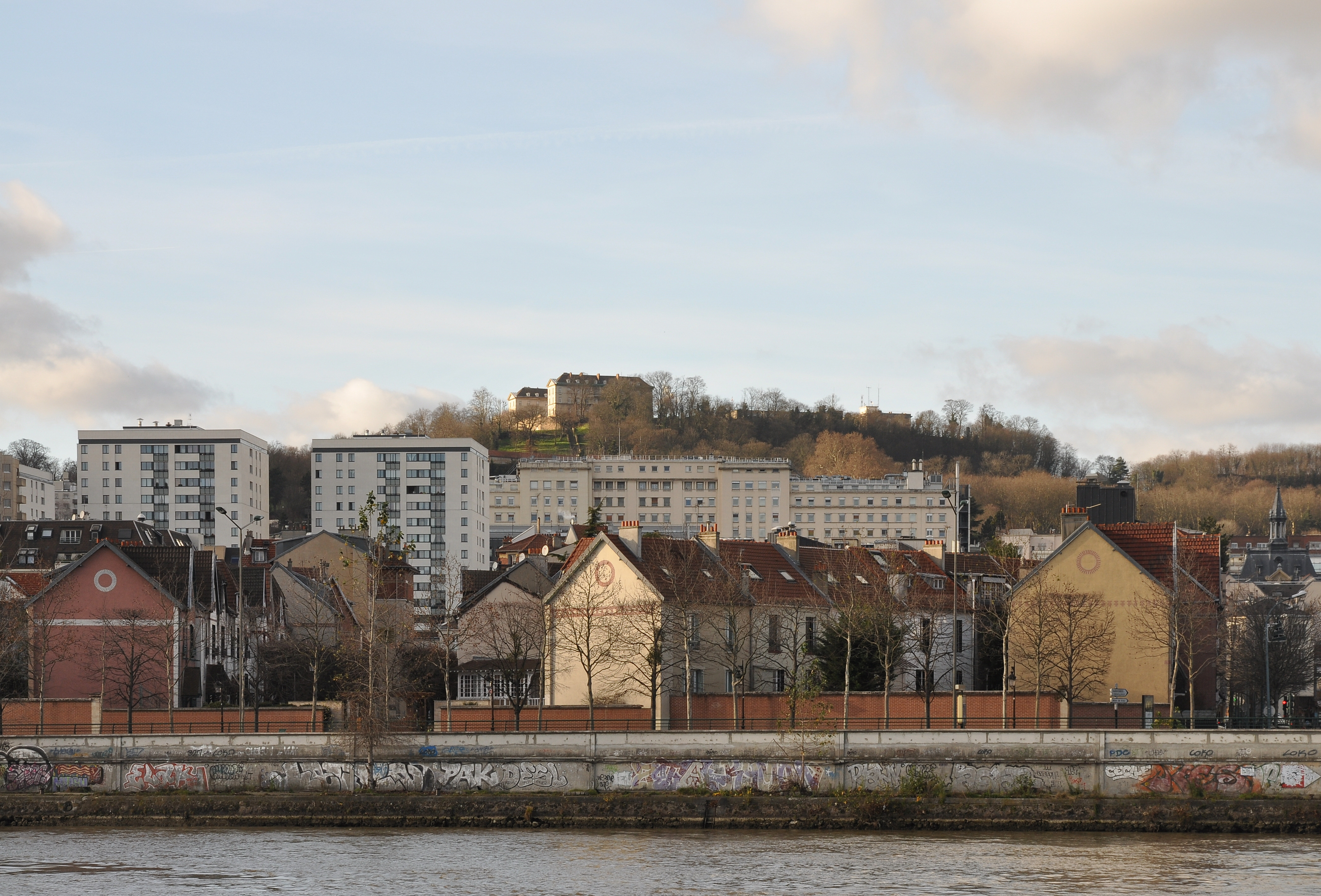
Le mont Valérien, dominant la ville de Suresnes.

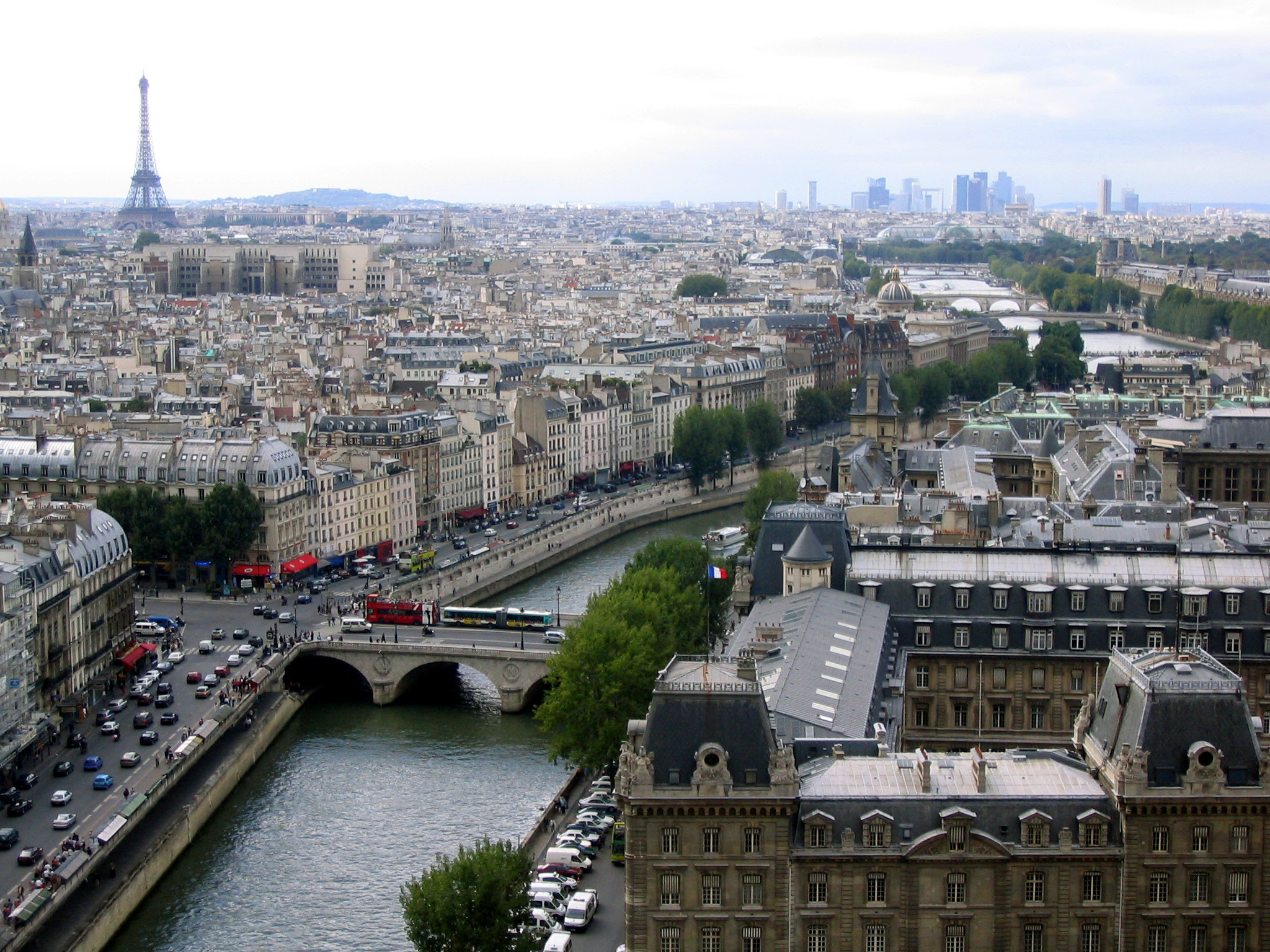
Le mont Valérien vu depuis Paris, à droite de la tour Eiffel. Le quartier d'affaires de La Défense est à l'extrême droite.

Situé au sud de la presqu’île de Gennevilliers, le mont Valérien est une butte-témoin (au même titre que Montmartre ou que les buttes du Parisis). S'élevant à 161 mètres d'altitude, il présente un dénivelé de 60 mètres. La série des formations d'âge tertiaire y est quasiment complète, de l'argile à meulières (produit de l'altération de terrains d'âge oligocène) jusqu'à l'argile plastique (éocène inférieur). Le replat qui entoure le mont Valérien est dû aux calcaires bartoniens (calcaire de Champigny, calcaire de Saint-Ouen),.
Plus précisément, les différents stades géologiques que connut la région, avec progressions et reflux de la mer, ont laissé des dépôts segmentant l'actuel mont Valérien en de multiples couches. Le sous-sol date de l'ère Mésozoïque (craie). Le mont étant formé durant l'ère Cénozoïque, successivement, de la base au sommet, on distingue : argile plastique (étage sparnatien, régime lagunaire), calcaire grossier (étage lutétien, régime marin), sable de Beauchamp (étage bartonien, régime marin), calcaire de Saint-Ouen (étage bartonien, régime marin), gypse (étage ludien, régime lagunaire), marnes vertes puis marnes à huitres (étage sannoisien, régime marin), sables de Fontainebleau (étage stampien, régime marin) puis une fine couche de meulière de Beauce au sommet (étage chattien, régime lacustre).
Ces roches furent exploitées au cours de l'Histoire. Par exemple, le calcaire grossier du mont Valérien fut employé pour la construction de la cathédrale Notre-Dame de Paris et du palais du Louvre ainsi que pour les premières maisons de Suresnes ; le gypse, matière première du plâtre, fut aussi particulièrement utilisé, comme en témoigne le nom de rue des Carrières à Suresnes, tandis que la terrasse du Fécheray (ou Feucheret) est située à l'emplacement d'anciens fours à plâtre, lequel aurait servi pour les travaux de construction du château de Versailles et pour celui de Bagatelle. Plus haut, les marnes ou argiles vertes furent utilisées pour fabriquer des tuiles, ce dont témoigne la dénomination de la rue suresnoise de la Tuilerie ; elles servirent pour la décoration de la façade du château de Madrid au XVIe siècle.
Par ailleurs, l'étage stampien (sables) constitue une couche aquifère, limitée à sa base par l'étage ludien (argiles imperméables), aquifère à l'origine des nombreuses sources du mont, qui furent utilisées au fil de l'histoire de Suresnes à des fins religieuses et curatives,.
À la fin de la période Néogène, la mer approchait du sommet du mont Valérien, son niveau s'abaissant au Quaternaire au fil des épisodes de glaciation, qui engendrèrent des fleuves et donnèrent à la région peu ou prou son aspect actuel.

## Toponymie
Il existe plusieurs théories quant à l'étymologie du mont Valérien, mais les recherches effectuées et publiées sur son site par l'association « racines en Seine » ont abouti à l'hypothèse suivante :
- les mots « mont Valérien » apparaissent dans les textes à partir du début du XVIIe siècle (1634), sous Louis XIII. Avant cette période, le site était désigné par les mots « tertre », ou « montagne aux trois croix ». Les cartes de l'époque semblent confirmer les faits. Après l'assassinat d'Henri IV en 1610, la régence et les débuts difficiles du règne de Louis XIII font que de nombreux pamphlets sont édités, dont l'un est intitulé Méditations de l'hermite Valérian, Traduit du Bon Normand en vieux Gaulois, par Fanfan contre Luynes. Dans ce texte de 1621 d'une quarantaine de pages, on décrit la cour et le Louvre « vus de l'ermitage » situé sur un mont qui semble être le mont dont on cherche la toponymie. La notoriété du texte fit que le tertre a pris le nom de « mont Valerian » que l'on trouve sur certaines cartes. Par déformation, le mot serait devenu « Valérien » lors la construction d'un grand calvaire par l'abbé Charpentier[réf. nécessaire] ;
- il est parfois affirmé que Gallien, fils de l'empereur Valérien, fit construire sur le mont un édifice en l'honneur de son père, ou que Valérien lui-même[8] se fit construire une demeure sur le mont. Mais il n'existe aucune trace de voie romaine dans ce secteur, comme aucune du passage de Valérien dans la région, ni encore de la présence d'une construction romaine.

## Historique

### Histoire religieuse

#### Origines
Le mont Valérien possède des origines spirituelles anciennes, probablement liées aux sources d'eau qui y coulaient. Ainsi, l'étymologie du nom de la ville de Suresnes proviendrait d'une déesse celte, Surisna, dérivé du mot « source ». Jeune bergère, sainte Geneviève y serait plus tard venue faire paître ses moutons. Les sources du mont acquièrent par ailleurs une réputation miraculeuse, ce qui attire malades et pèlerins. Au Moyen Âge, la culture de la vigne se développe sur les coteaux du mont Valérien, en lien avec le petit village de Suresnes, qui borde la Seine.

#### Les ermites du mont Valérien
Au Bas Moyen Âge, des ermites occupent au fur et à mesure le sommet du mont, une terre sablonneuse où ne poussent que quelques arbres. Le premier dont on ait conservé la trace est un dénommé Antoine, qui y habite une cellule en 1402 ; il correspondit avec le théologien Jean de Gerson. Il est difficile de reconstituer leur mode de vie, mais on peut estimer qu'ils devaient alterner les travaux de la terre et la prière. La deuxième ermite dont le nom nous est connu est Guillemette Faussart. Sous le règne d'Henri II, cette pieuse Parisienne se retire au mont Valérien après la mort de son fiancé et y construit une chapelle (ou un oratoire, les sources divergent), près de laquelle elle meurt en 1561. Sa pierre tombale est conservée au musée de Suresnes,.
Peu de temps après, Jean du Houssay (1556-1609) participe à créer la première communauté d'ermites. Au XVIe siècle, l'ermitage comprend deux chapelles, dédiées à saint Sauveur et saint Nicolas. En 1616 est édictée la « règle des ermites », dont le musée pré-cité détient un manuscrit : il est précisé qu'il s'agit de laïcs portant un habit religieux, dont les vœux sont temporaires, qui habitent des cellules (maisonnettes dotées de jardin) et vivent de leur travail, en particulier celui de la vigne sur un terrain nommé le « clos des ermites ». Il ne s'agit donc plus d'anachorètes solitaires mais bien d'une vie communautaire. Les ermites sont placés sous la responsabilité de l'archevêque de Paris qui leur envoie des prêtres ; pendant l'hiver 1703-1704, c'est Louis-Marie Grignion de Montfort qui exerce cette charge pastorale.

#### Le pèlerinage

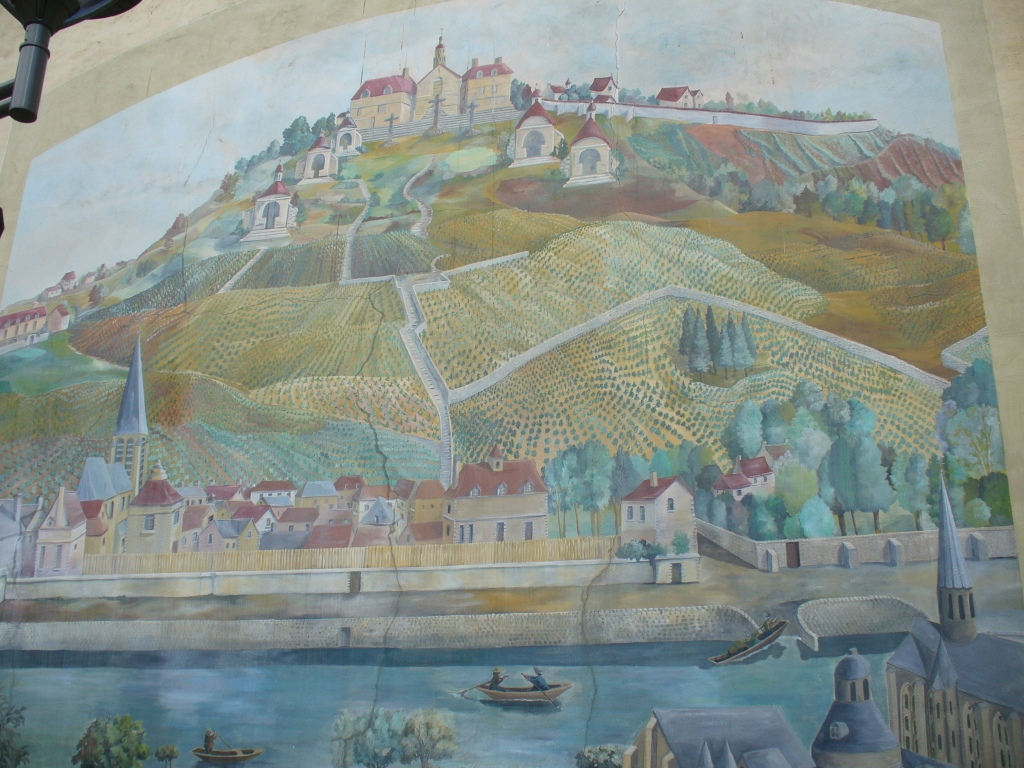
Peinture représentant une vue ancienne du mont Valérien (reproduction d'une gravure du XVIIe siècle).

Avec la protection du cardinal de Richelieu, Hubert Charpentier obtient en 1633 la permission d'y établir trois croix (un calvaire, figurant symboliquement le Golgotha), de bâtir une église dédiée à la Sainte Croix, et d'y loger une congrégation de prêtres, décision approuvée en 1640 par lettres patentes données par Louis XIII. C'est le début du pèlerinage du Mont-Valérien, qui se met en place en parallèle de l'ermitage précédemment décrit. Depuis Paris, les fidèles traversent la Seine grâce à un bac et arrivent à Suresnes, grimpant jusqu'au sommet du mont par un chemin qui fut progressivement bordé de chapelles matérialisant les stations du chemin de croix, lesquelles furent financées grâce à des personnalités de la Cour ; un escalier monumental, dit des cent marches, est aussi construit (il existe encore de nos jours, dans le cimetière abandonné). À Suresnes, des activités d'hôtellerie et de restauration se développent pour accueillir les pèlerins, occasionnant parfois des troubles (tavernes…).
En 1648, alors que son carrosse roulait vers le sommet du mont Valérien, Madame de Miramion est enlevée par des cavaliers, qui l'emmènent captive au château du duc Roger de Bussy-Rabutin. En difficulté financière, il pensait réussir à séduire cette jeune veuve et en profiter pour renflouer ses caisses par la même occasion. Devant ses protestations, il finit par la relâcher. Elle lui intente un procès mais il s'en sort après avoir déboursé 4000 livres. L'histoire fera rire toute la Cour.
Les jacobins (dominicains) achètent le calvaire en 1663 et ses dépendances et expulsent les ermites, mais le chapitre de Notre-Dame-de-Paris refuse de sanctionner le contrat et fait occuper le mont Valérien par des ecclésiastiques. Les Jacobins les chassent, et, en 1664, le roi doit intervenir pour permettre le retour des ermites.
Dans son Tableau de Paris publié en 1781, Louis-Sébastien Mercier raconte comment un pécheur qui s'était vu prescrire par son confesseur de faire le chemin du calvaire avec des pois dans ses chaussures, évita les souffrances que lui auraient causées ces légumes secs sous ses pieds en les faisant cuire. Il les mis ensuite dans ses chaussures, ce qui lui permit d'effectuer le pèlerinage sans douleur et sans déroger à sa promesse.
Toujours populaire au XVIIIe siècle, en particulier lors de la semaine sainte chez les nobles, qui passent le long d'un chemin de croix orné des scènes de la Passion du Christ, le pèlerinage cesse à la Révolution française, quand le calvaire est fermé. Les ermites sont cependant autorisés à rester sur place ; on en dénombre 40 en 1790. Quatorze y demeurent durant les troubles révolutionnaires,.
Aux XVIIe – XVIIIe siècles, Suresnes reste toujours un village viticole. Autour de celui-ci, des bourgeois et aristocrates parisiens se font construire des propriétés d'agrément, certains allant jusqu'à les faire bâtir sur les pentes du mont Valérien, non loin des vignes, comme le château des Landes, en 1781, plus tard occupé par l'homme politique Philippe Panon Desbassayns, et qui fut détruit à la fin du XIXe siècle.

#### De la Révolution française aux années 1830

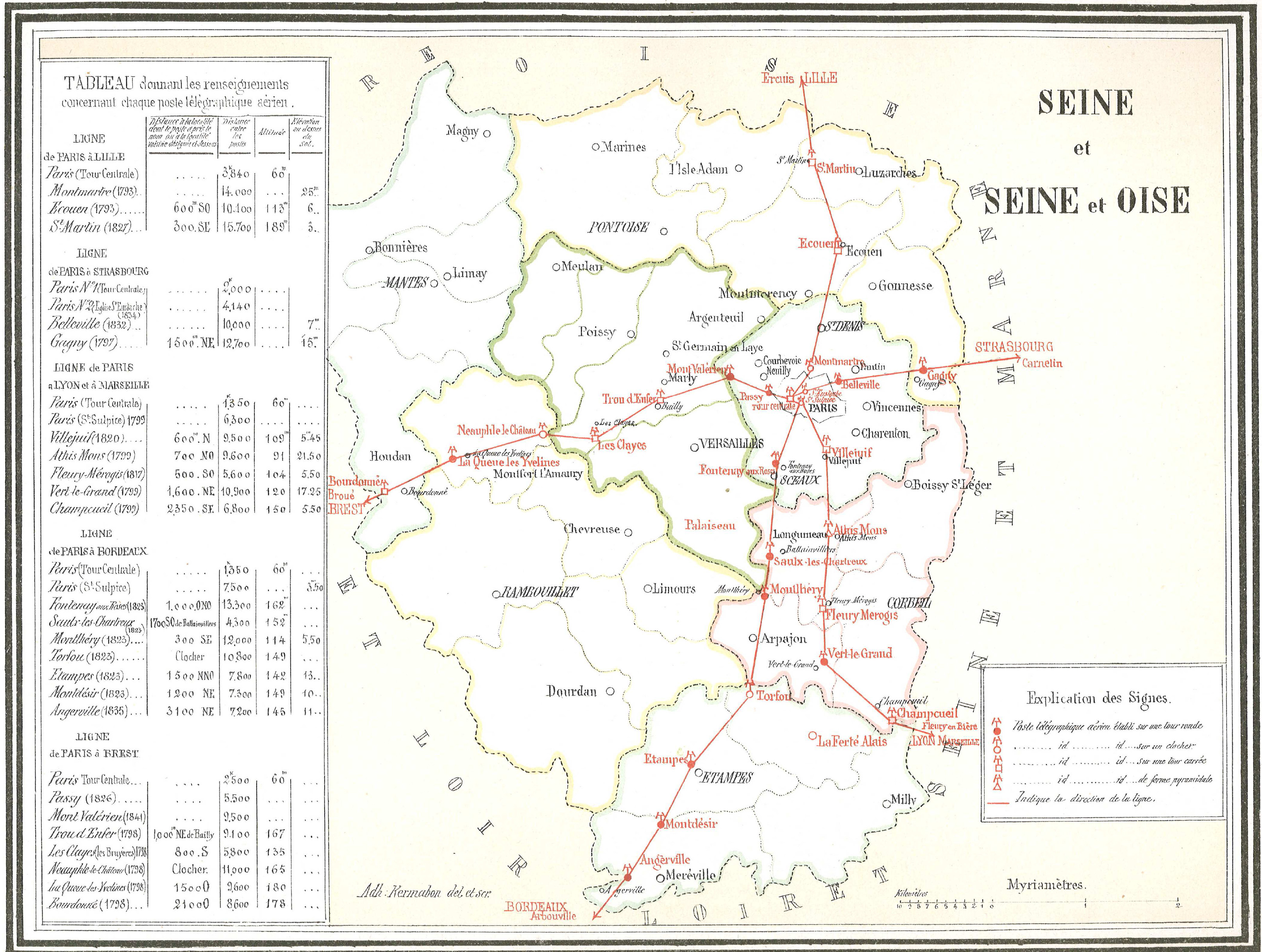
Le mont Valérien sur lAtlas des lignes télégraphiques aériennes construites en France de 1793 à 1852 (télégraphe Chappe).

En 1791, l'Assemblée constituante supprime le calvaire. Le député Antoine Merlin de Thionville rachète ses bâtiments en 1795 et les revend une décennie plus tard, après avoir envisagé d'y construire un château. Des religieux trappistes viennent s'y installer à partir de 1806. Sous le Premier Empire, soupçonnant des réunions secrètes qui s'y seraient tenues contre lui, Napoléon Ier fait arrêter les protagonistes et raser l'église et le monastère de la communauté des ermites ; un dernier ermite y subsiste cependant jusque 1831. En 1812, l'empereur ordonne à l'architecte Nicolas Jacques Antoine Vestier de construire un bâtiment qui existe encore et qui devait servir à accueillir une maison d'éducation de la Légion d'honneur. Comprenant l'intérêt militaire du site, il fait cependant finalement convertir l'édifice en caserne.
Sous la Restauration, le calvaire est rétabli et une congrégation religieuse vouée à la rechristianisation du pays, la société des Missions de France, fondée par Jean-Baptiste Rauzan et Charles de Forbin-Janson, s'installe dans le bâtiment, en vertu de l'ordonnance de Louis XVIII de 1816. Le 22 septembre 1822, une ordonnance royale concède à la société les terrains et bâtiments du mont Valérien pour 60 ans. En 1824, la congrégation ouvre sur les pentes du mont un cimetière, rapidement devenu un lieu de sépulture privilégié pour l'aristocratie parisienne. Forbin-Janson y fait également construire un petit château et une chapelle.
Symbole du légitimisme, le lieu est vivement critiqué par les vainqueurs des Trois Glorieuses (1830) : le calvaire est détruit, les missionnaires chassés mais les bâtiments napoléoniens sont conservés. Le 25 décembre 1830, une ordonnance de Louis-Philippe, prise sous le rapport du ministre des Cultes Joseph Mérilhou, dissout la société des Missions de France et rattache le mont Valérien au domaine de l'État, disposant en son article 3 qu'« à compter de ce jour, il ne sera point fait d'inhumations nouvelles dans les terrains concédés ». Mais il revient sur cette prohibition dans une ordonnance du 13 janvier 1831 en invoquant des « principes de convenance et d'humanité » ; quelques inhumations ont ainsi lieu au cimetière pendant plusieurs années.

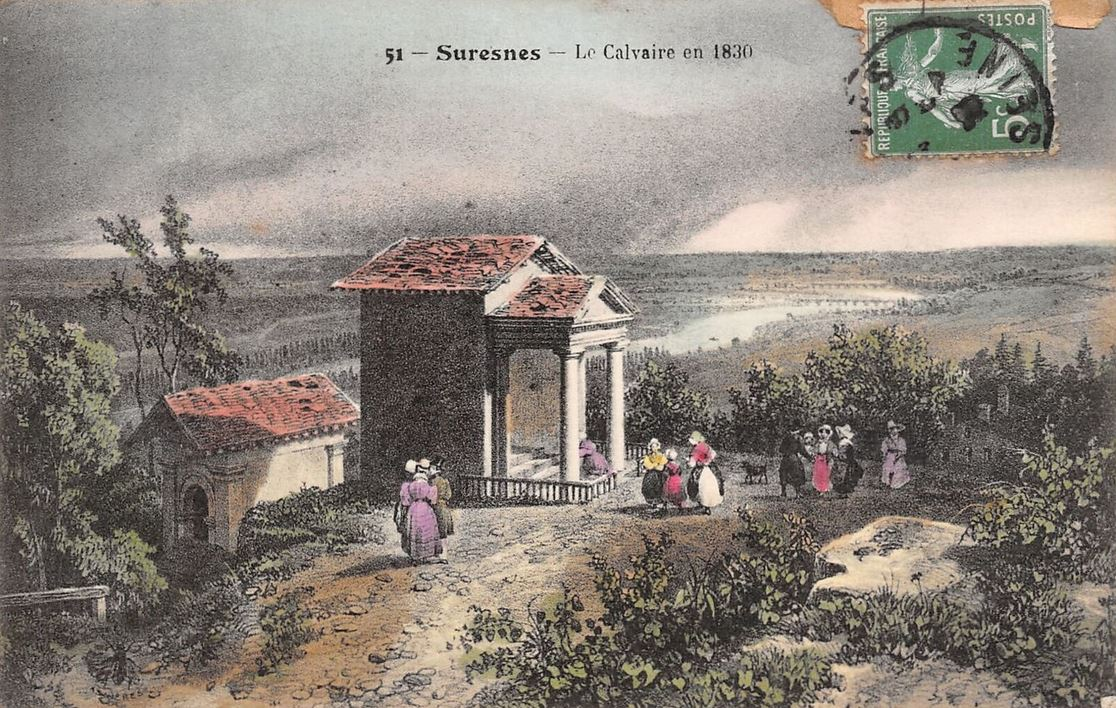
Carte postale (début XXe siècle) montrant le site en 1830.
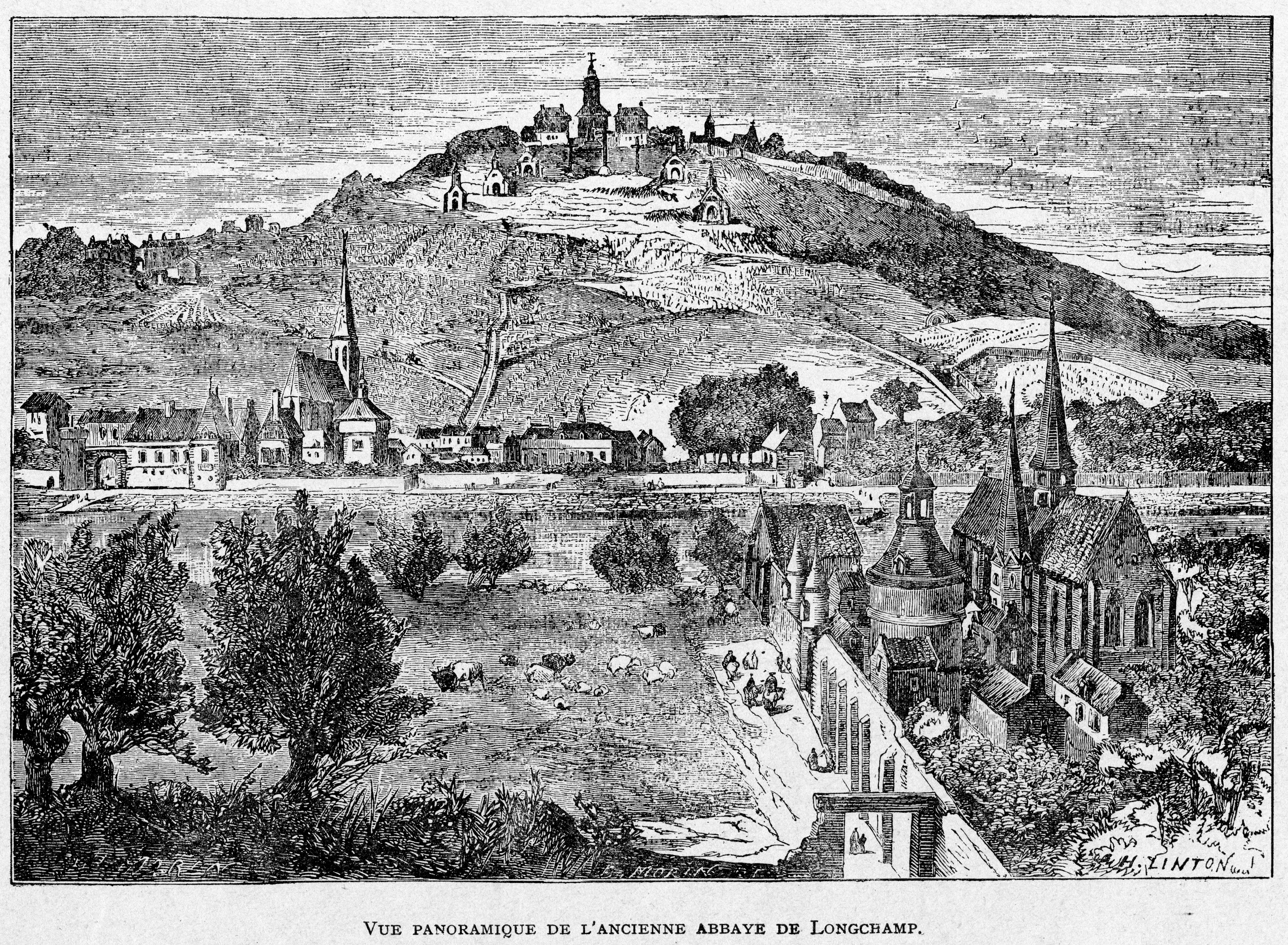
Gravure d'Edmond Morin figurant le mont Valérien.
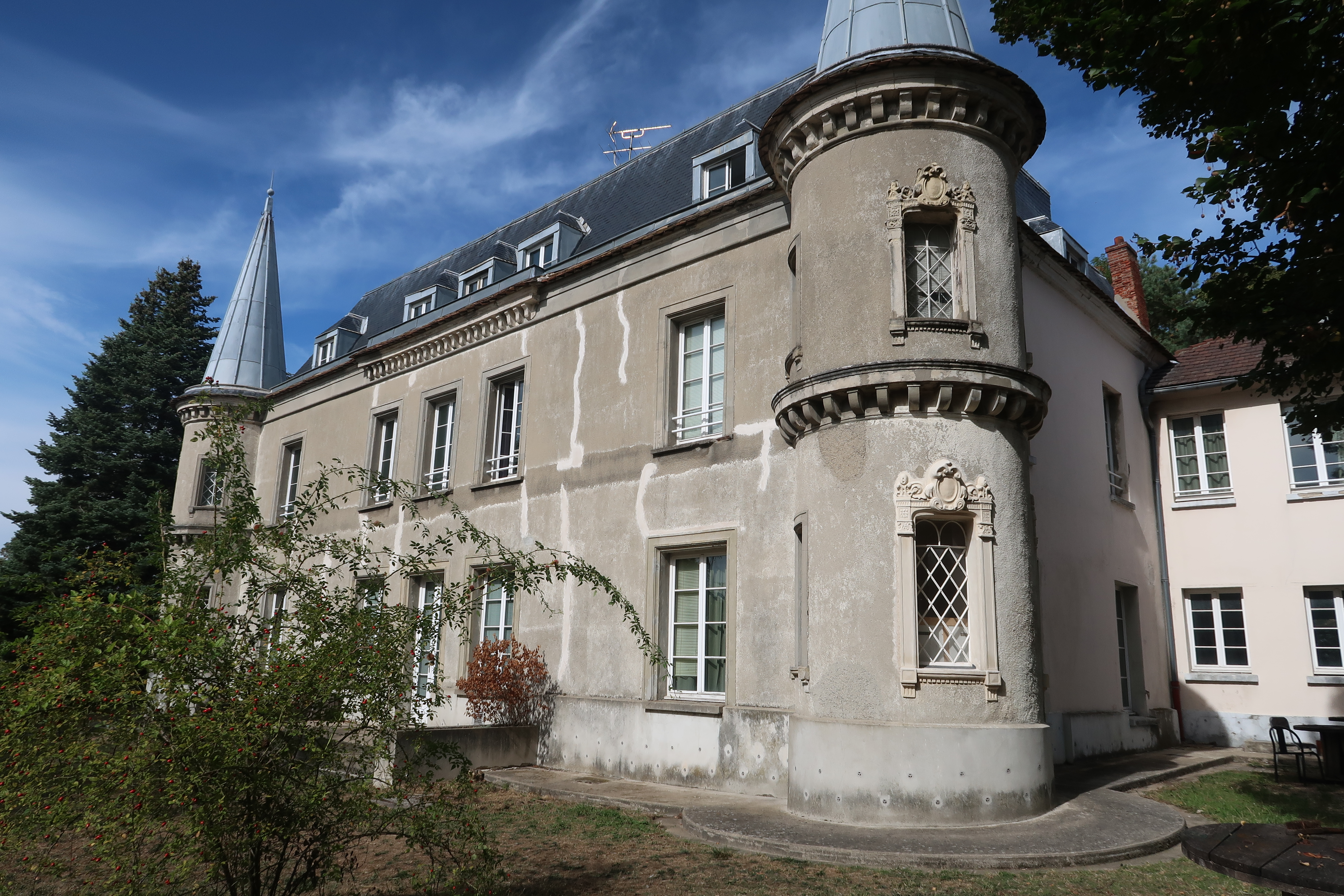
Château de Forbin-Janson.
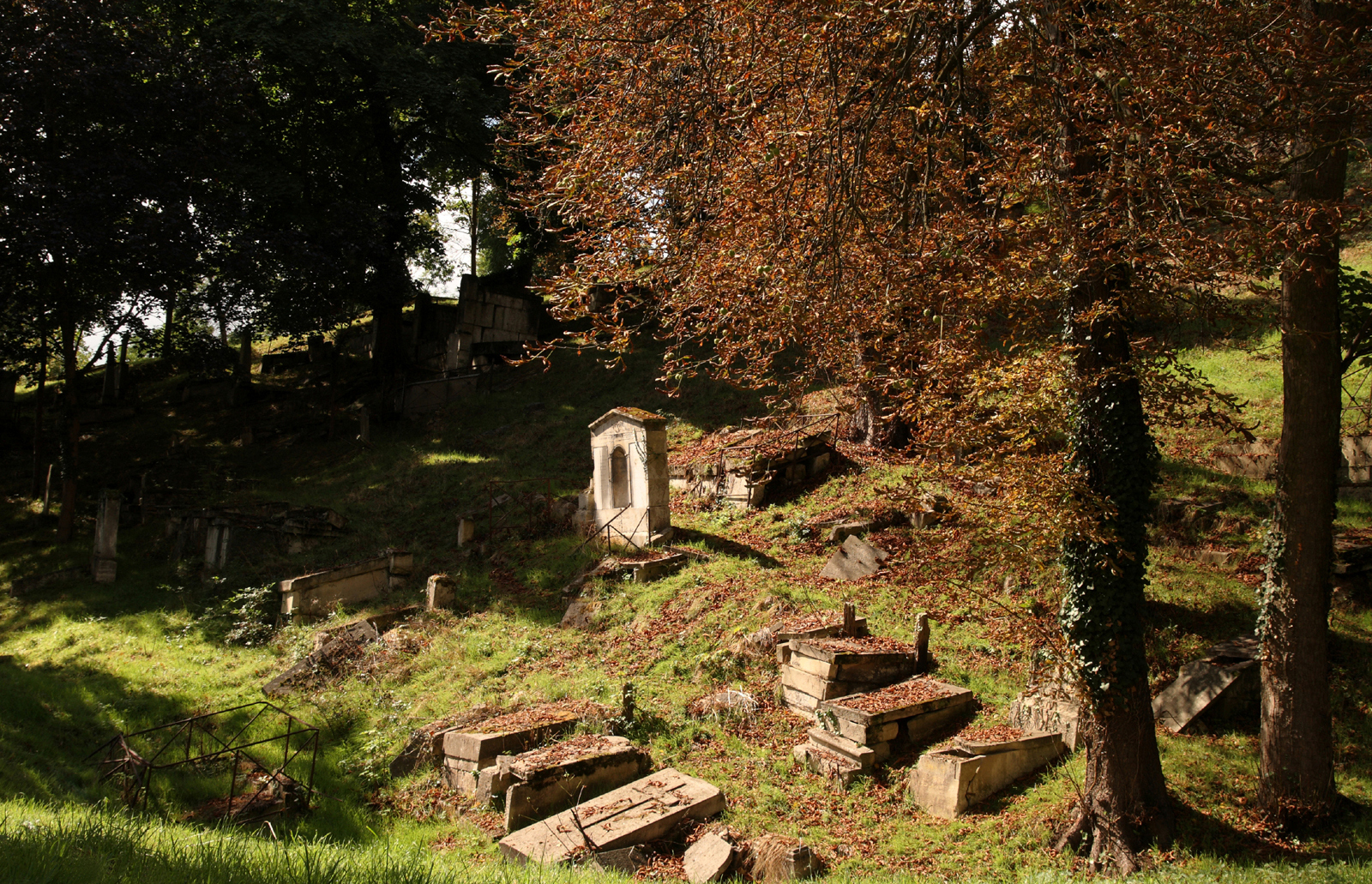
Cimetière du Mont-Valérien.

### Histoire militaire
En 1841, Louis-Philippe et Adolphe Thiers intègrent le mont Valérien dans le réseau des fortifications qui doit ceinturer Paris et y font construire une imposante citadelle, terminée en peu d'années pour un coût de 4 500 000 francs,. Pour cela, les anciens bâtiments religieux sont détruits, à l'exception de l'édifice de 1812 et du cimetière. En 1870-1871, le fort joue un rôle important dans la défense de Paris pendant le siège des Prussiens. Une fois récupéré par l'armée des Versaillais, il sert à bombarder les Fédérés de la Commune de Paris.

Bombardements contre les Fédérés de la Commune de Paris
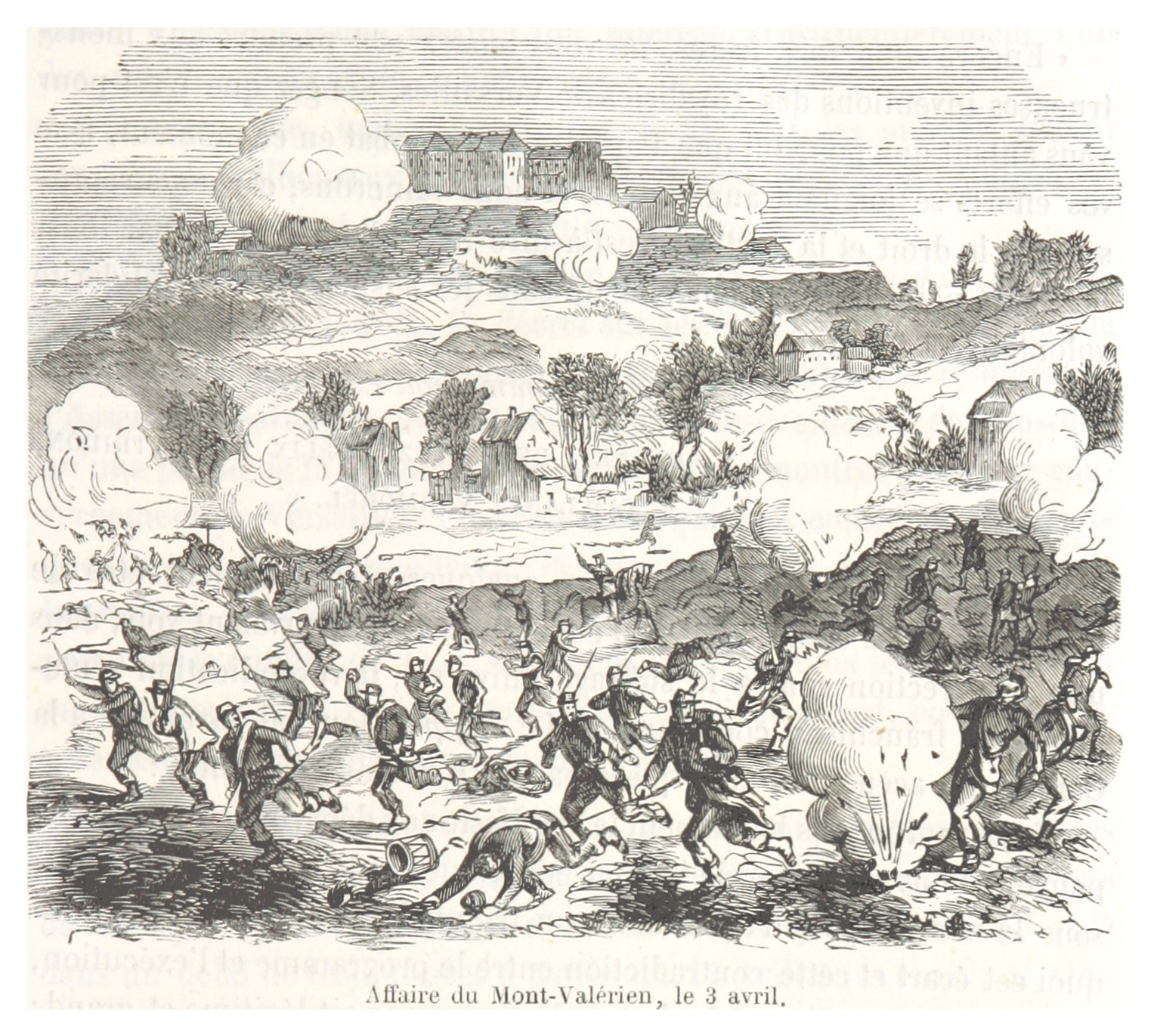
Fédérés de la Commune repoussés dans la plaine de Nanterre par des tirs d'artillerie du Mont-Valérien le 3 avril 1871.
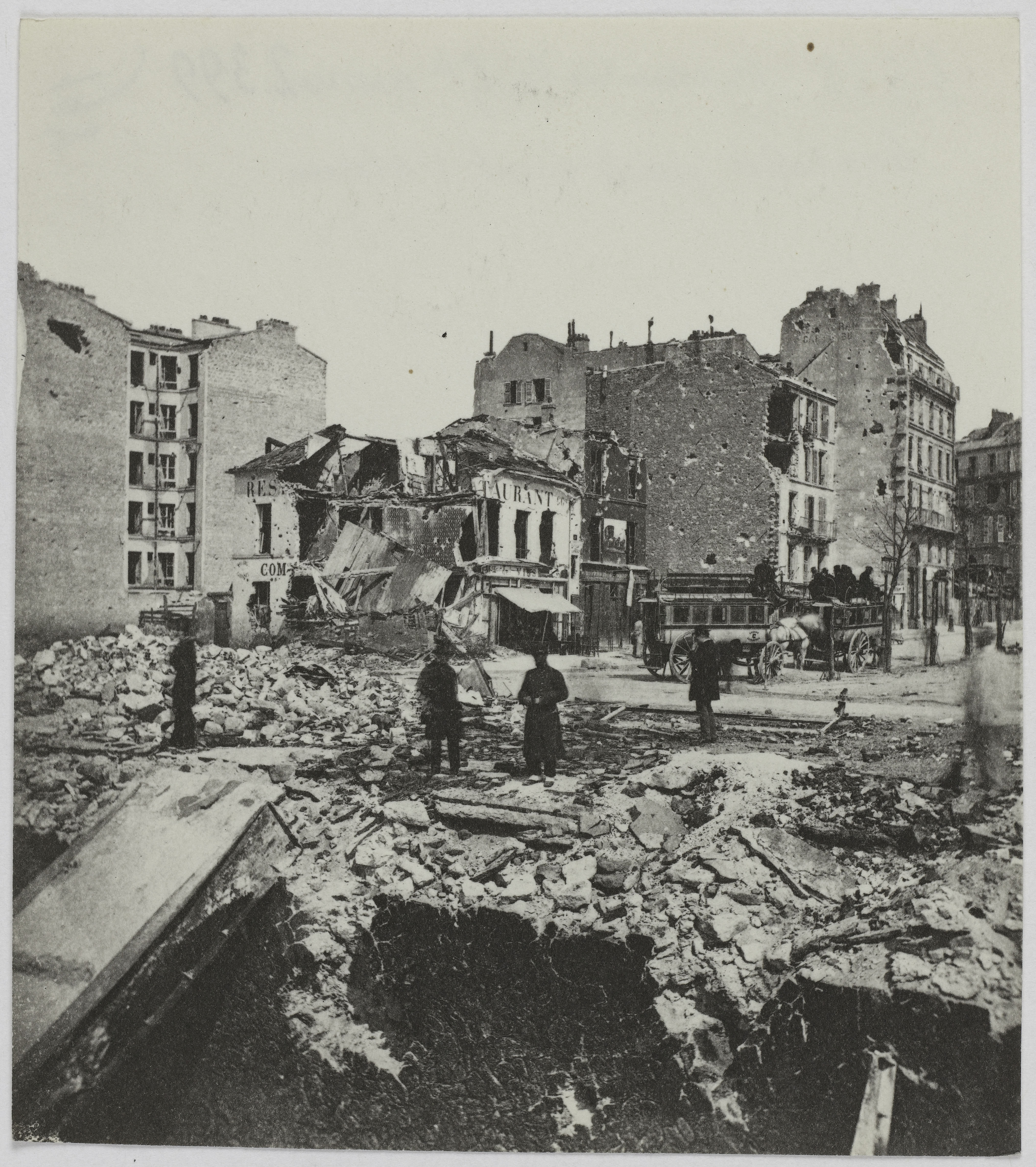
Avenue de la Grande-Armée bombardée par le mont Valérien, 28 mai 1871.

Le fort, polygone à cinq côtés, est séparé de la ville par une zone non constructible. Sur le reste du mont, jusqu'au milieu du XXe, l'urbanisation conduit à la disparition progressive des vignes, remplacées par du bâti (maisons individuelles, lotissements, immeubles, édifices publics, etc.). Deux lignes de chemin de fer orientées nord-sud traversent par ailleurs ses coteaux.
Sur un terrain du versant est du mont Valérien, don de la municipalité de Suresnes, le cimetière américain de Suresnes est aménagé lors de la Première Guerre mondiale afin d'accueillir les dépouilles de soldats américains,.
Pendant la Seconde Guerre mondiale, le fort du Mont-Valérien est le lieu de plus d'un millier d'exécutions d'otages et de résistants. Le 18 juin 1960, le général de Gaulle inaugure en contrebas de la forteresse le mémorial de la France combattante, où reposent seize corps de combattants, originaires de France et des colonies, symbolisant les différentes formes des combats pour la Libération. Depuis, chaque année, le président de la République y participe à un hommage national.

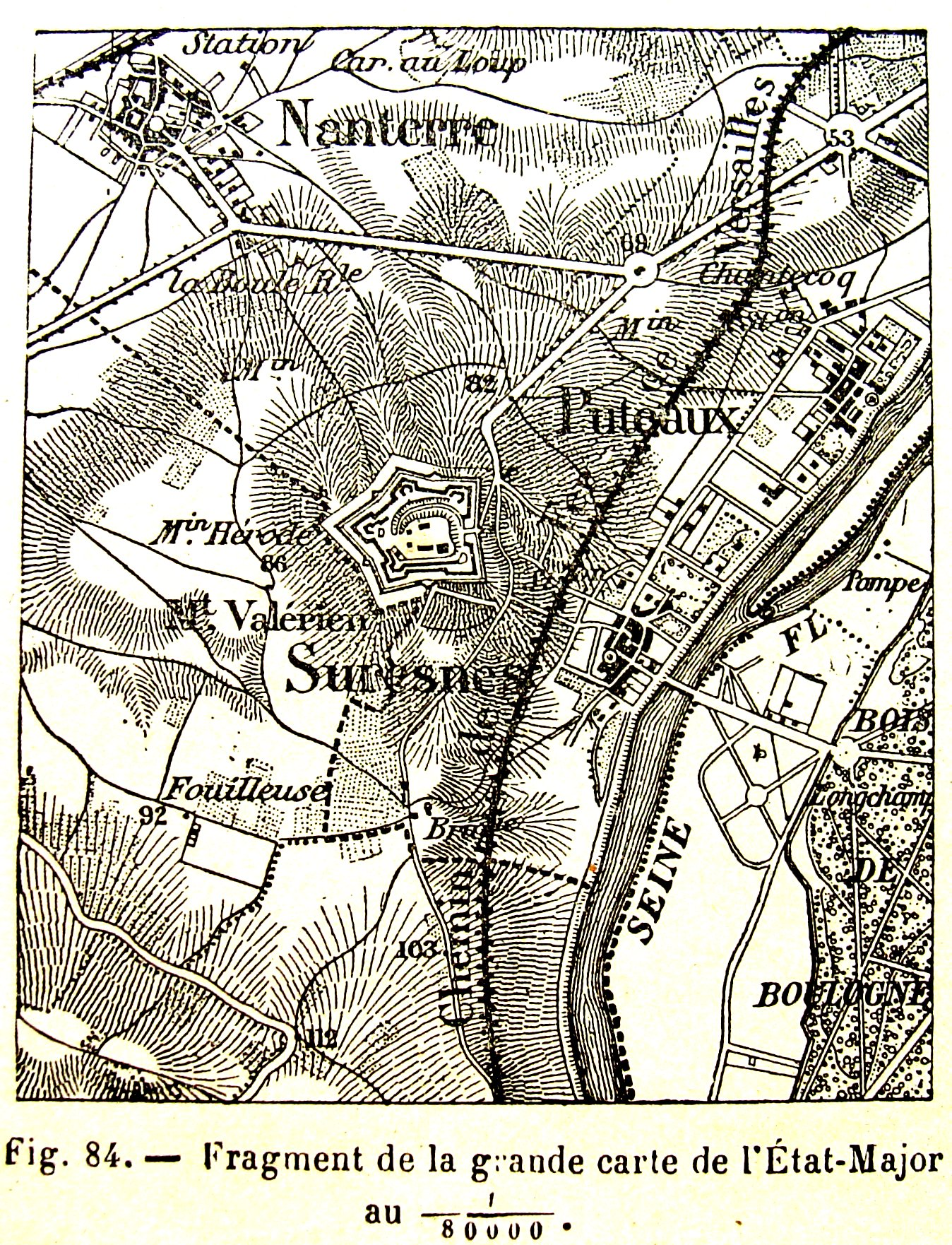
Le mont Valérien sur une ancienne carte d'État-Major (1888). Le pentagone figure la forteresse.
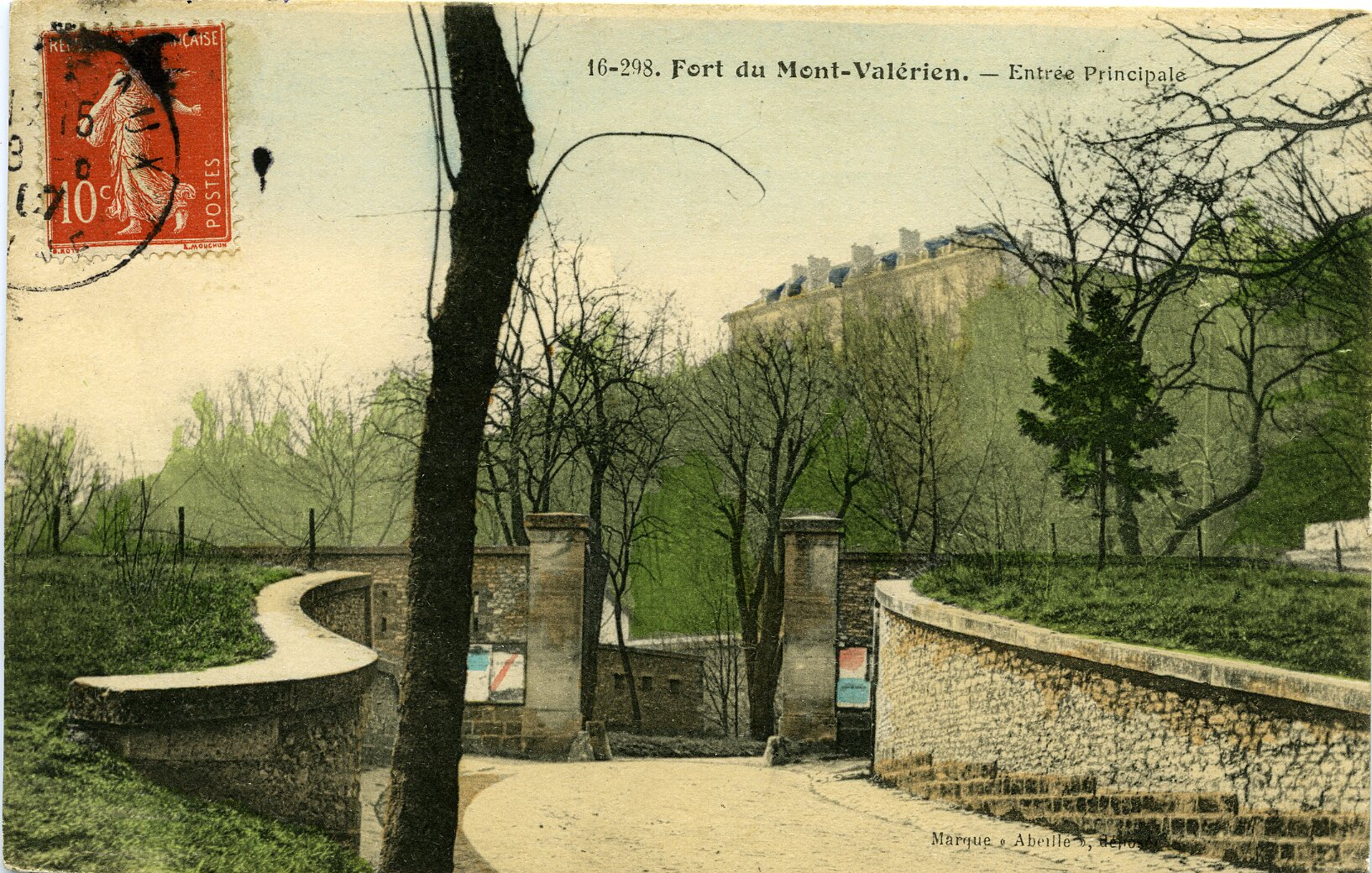
Entrée du fort en 1907.
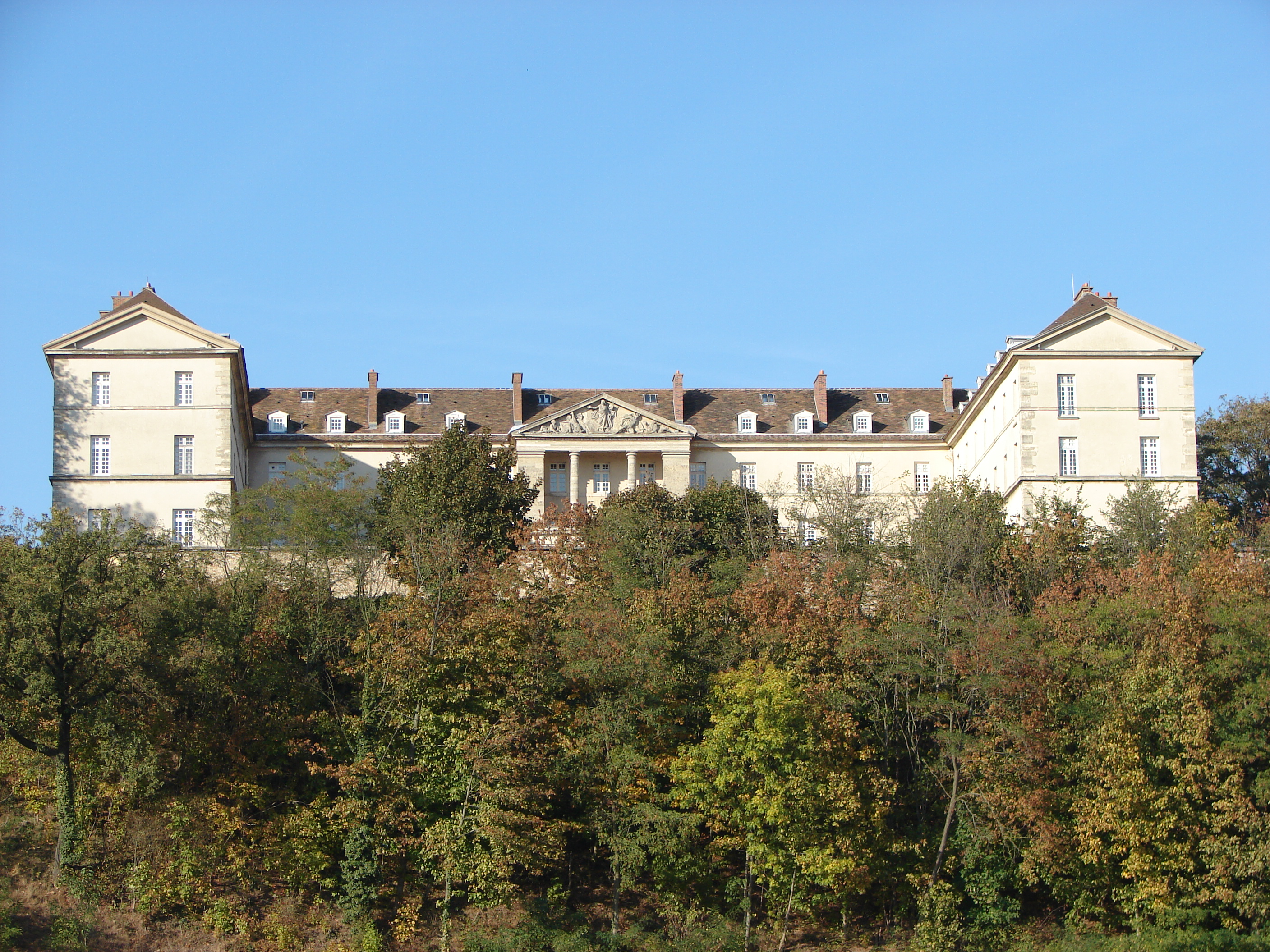
« Bâtiment de 1812 ».
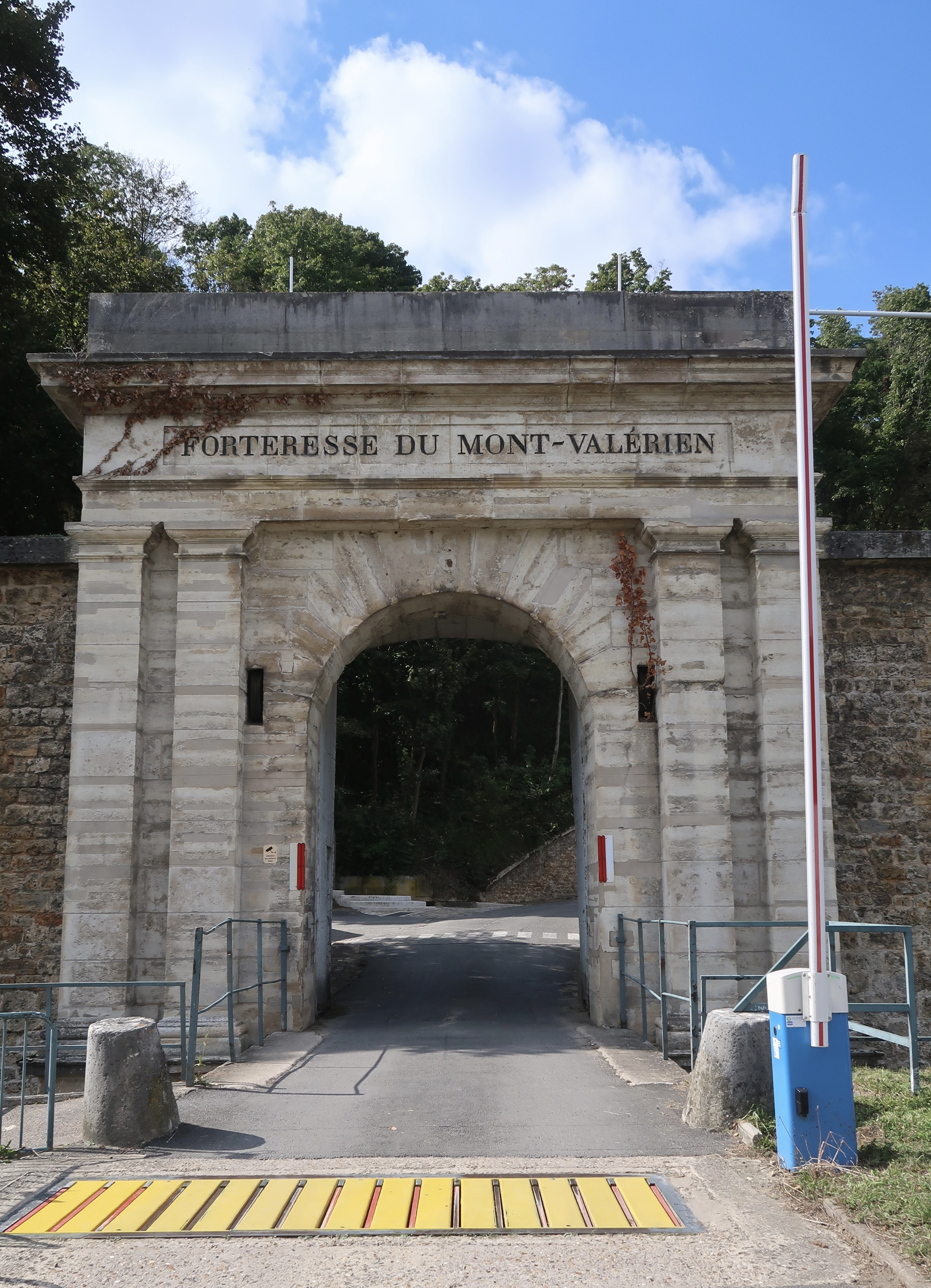
Entrée de la forteresse du Mont-Valérien.
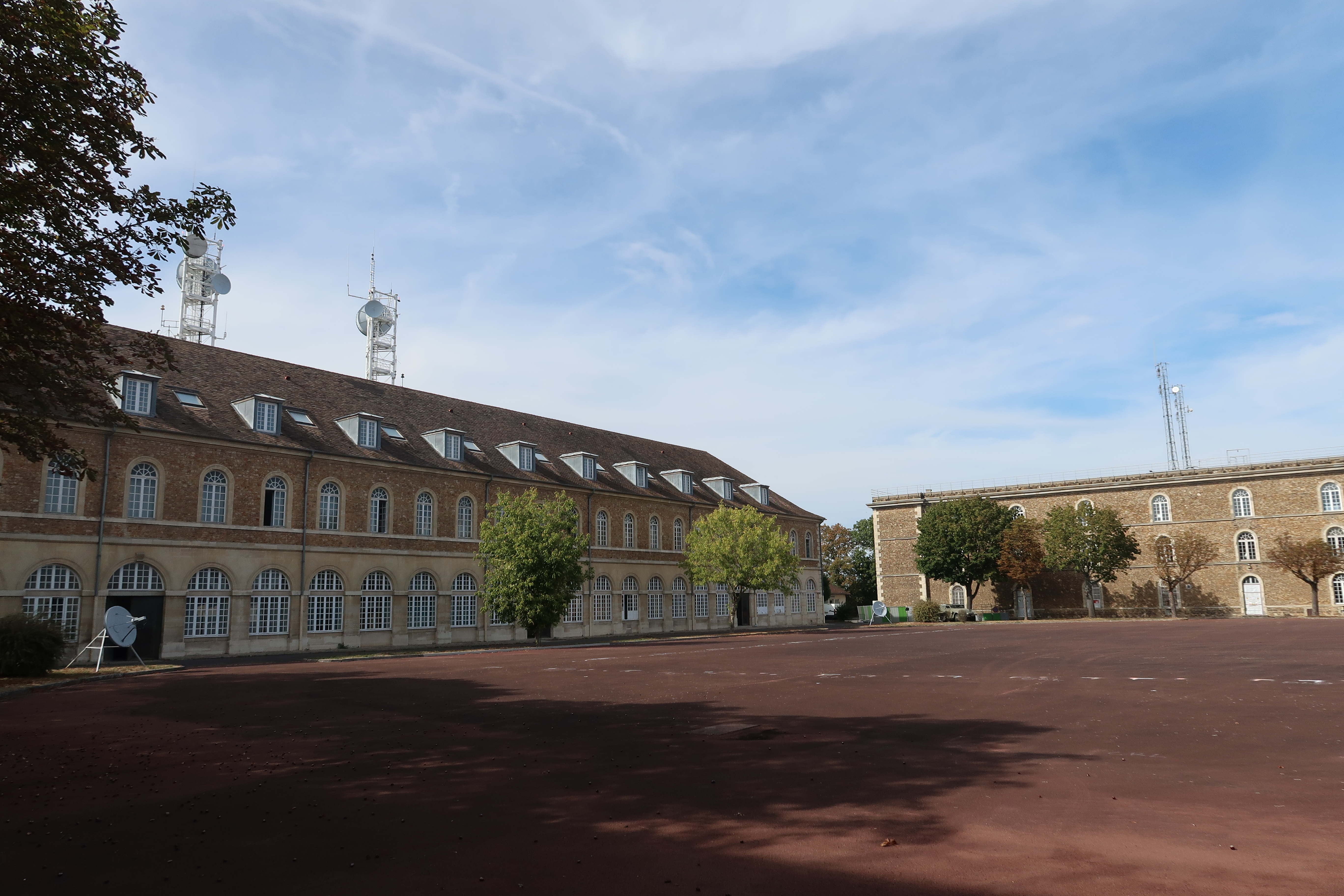
Cour d'honneur des bâtiments militaires des années 1840.

### Histoire scientifique
Fizeau réalise son expérience destinée à mesurer la vitesse de la lumière en 1849, entre Montmartre et le clocheton de la maison de son père à Suresnes, sur le bas des coteaux du mont Valérien,.

## Espace mémoriel
Le mont Valérien contient de nombreux sites mémoriels :
- le mémorial de la France combattante sous les remparts du fort, au sud :
- le circuit mémoriel du Mont-Valérien, retraçant le parcours des condamnés de 1941-1944, dans le fort ;
- le « bosquet de la liberté », inauguré lors du bicentenaire de la Révolution française, en 1989, est dédié aux « 165 résistants et otages juifs fusillés par les nazis au mont Valérien » ;
- la place devant le mémorial de la France combattante, qui rappelle le souvenir de la résistance des Français à l’armée allemande d’occupation, porte le nom de l’abbé Franz Stock, depuis le 15 septembre 1990[22] ;
- plusieurs lieux funéraires :
  - le cimetière du Mont-Valérien construit dans la première moitié du XIXe siècle,
  - le cimetière américain de Suresnes, qui contient des tombes de soldats américains tombés durant les deux guerres mondiales[23],[24], une chapelle et un « mur des disparus » où sont gravés les noms de disparus,
  - le « cimetière paysager » ou « cimetière-parc » du Mont Valérien » sur la pente nord, créé par la commune de Nanterre en 1969[25],
  - le crématorium du Mont-Valérien, ouvert en 1999, dépendant du Syndicat des communes de la région parisienne pour le service funéraire (SIFUREP), avec une salle de cérémonie et un « jardin du souvenir » où les familles peuvent disperser les cendres et apposer une plaque[26]. Les dépouilles de plusieurs personnalités y ont été accueillies, comme Johnny Hallyday (2017)[27] et France Gall (2018)[10].

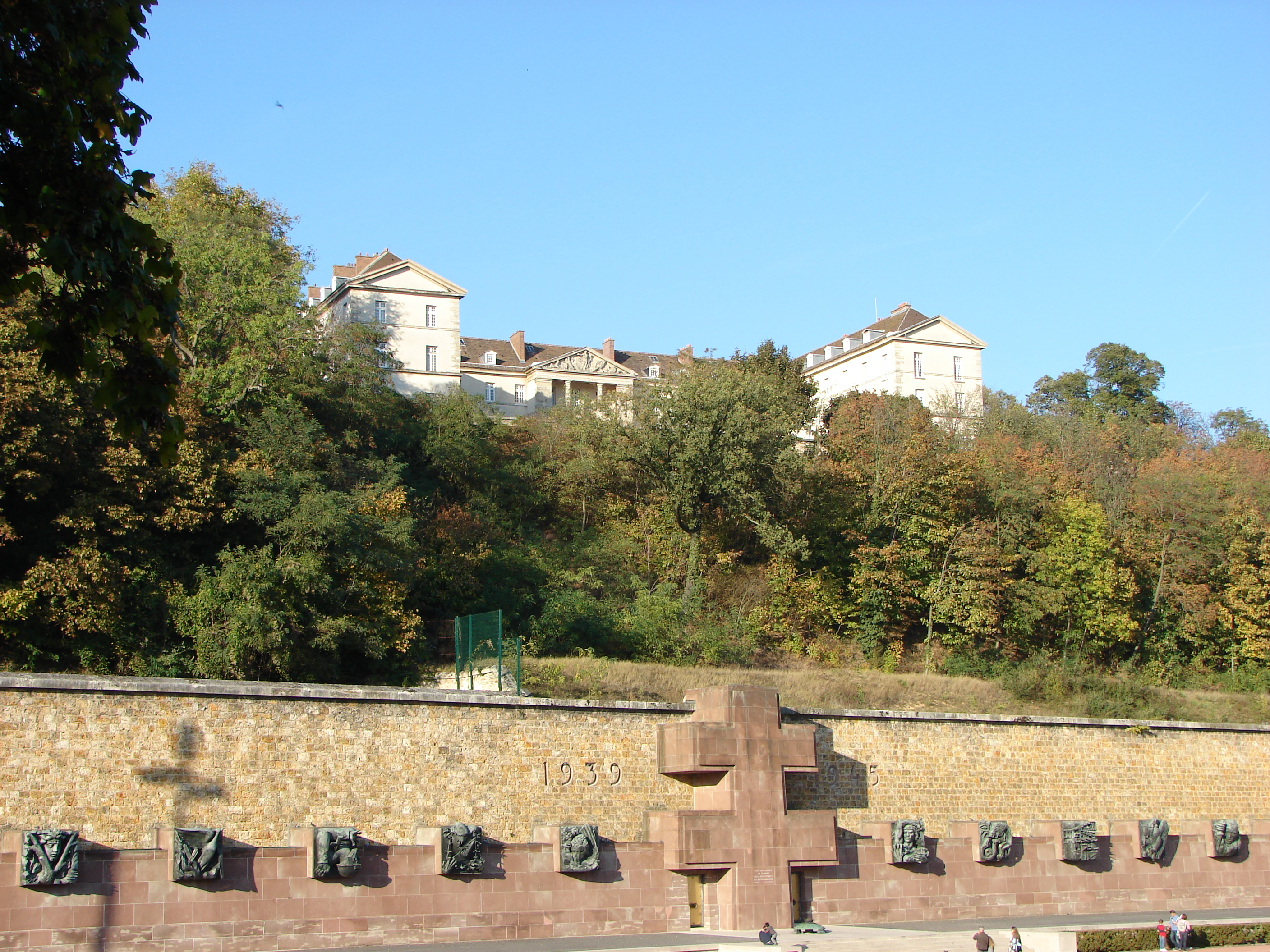
Le Mémorial de la France combattante.
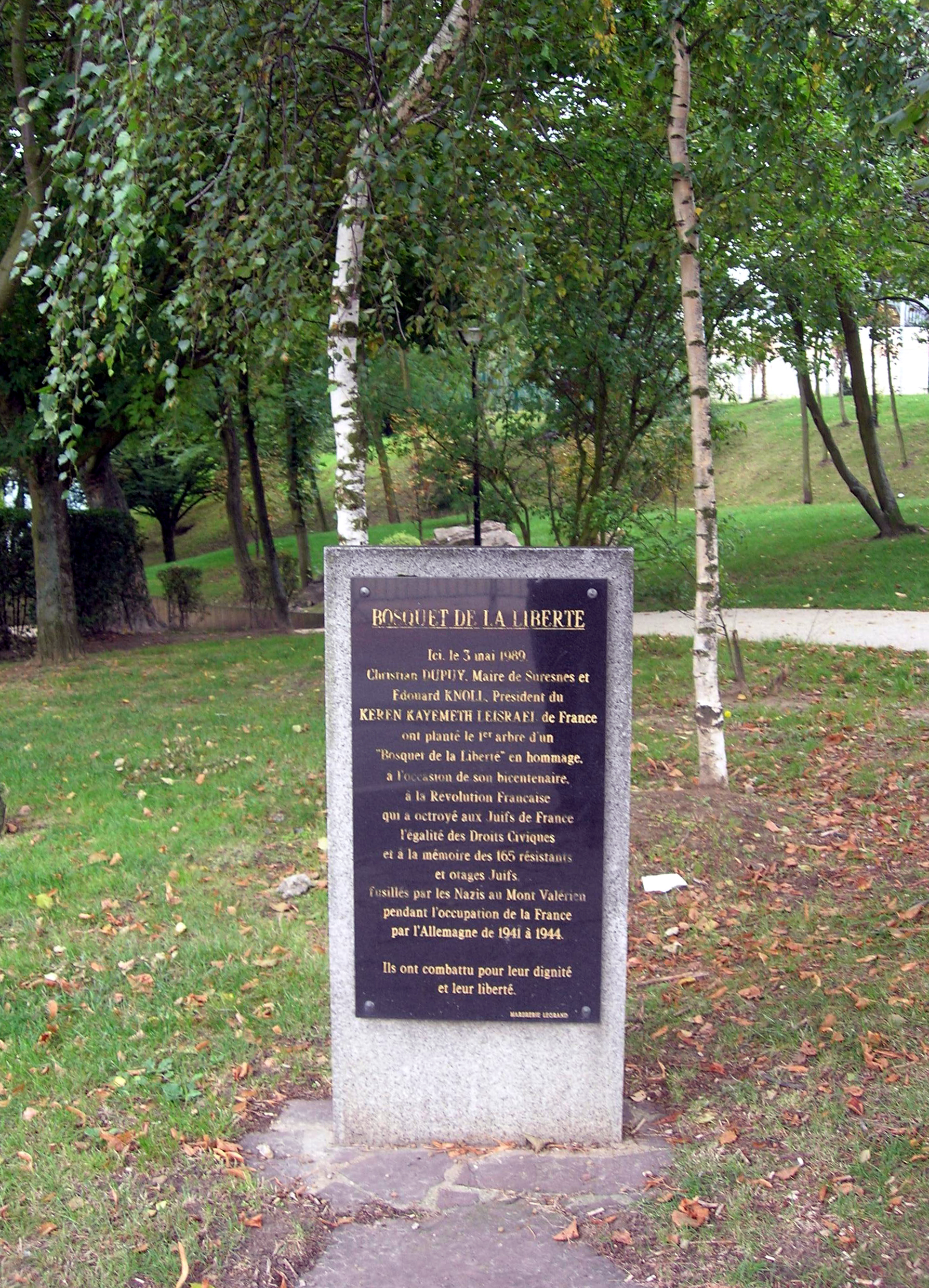
Plaque bosquet de la Liberté.
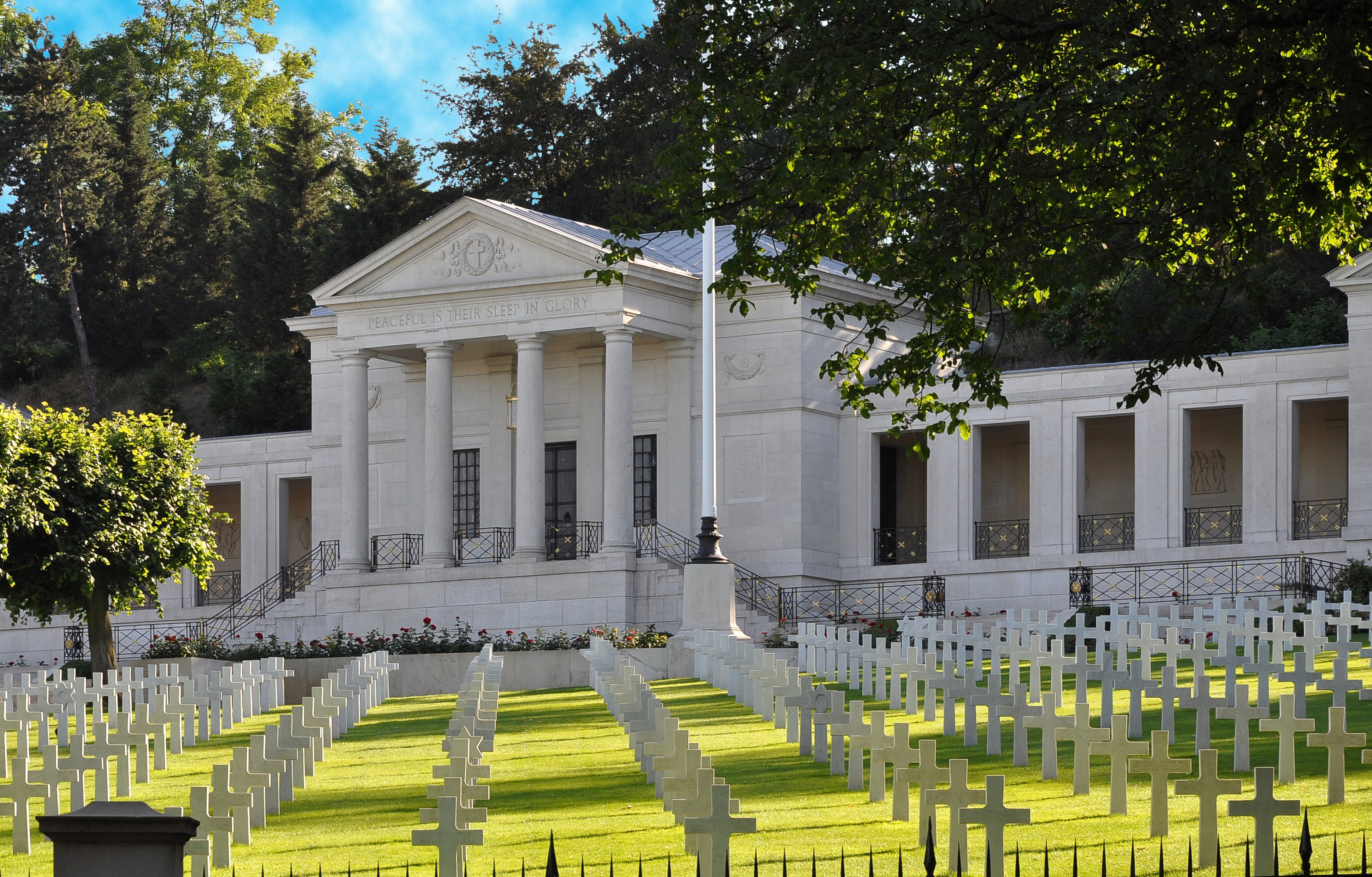
Cimetière américain.

En mars 2009, dans le cadre de la consultation architecturale internationale sur le « Grand Paris », l'architecte Roland Castro propose l'édification au mont Valérien d'un « mémorial de l'ensemble des mémoires douloureuses de notre pays », traitant notamment de la Shoah, de l'esclavage, de la colonisation et des harkis,. Le projet n'est pas retenu.

## Espace administratif et militaire
Le mont Valérien accueille dans la forteresse le siège de la Direction interarmées des réseaux d'infrastructures des systèmes d'information d'Île-de-France / 8e régiment de transmissions et du musée colombophile militaire et dans l'ancienne école de plein air de Suresnes l'Institut national supérieur de formation et de recherche pour l'éducation inclusive.

## Point haut du système d'adduction d'eau
Plusieurs réservoirs d'eau sont situés sur les pentes du mont Valérien (route des Fusillés-de-la-Résistance à Suresnes). Ils alimentent en eau les communes environnantes et dépendent du Syndicat des eaux d'Île-de-France et du Syndicat des Eaux de la Presqu'île de Gennevilliers.

## Agriculture
La « ferme du Mont-Valérien », située à Rueil-Malmaison, est un établissement pédagogique présentant l'agriculture aux enfants.
Le « Clos du pas Saint-Maurice » est un vignoble situé sur les coteaux du mont, à Suresnes, planté en chardonnay, qui produit 5 000 bouteilles par an.

## Sports et loisirs

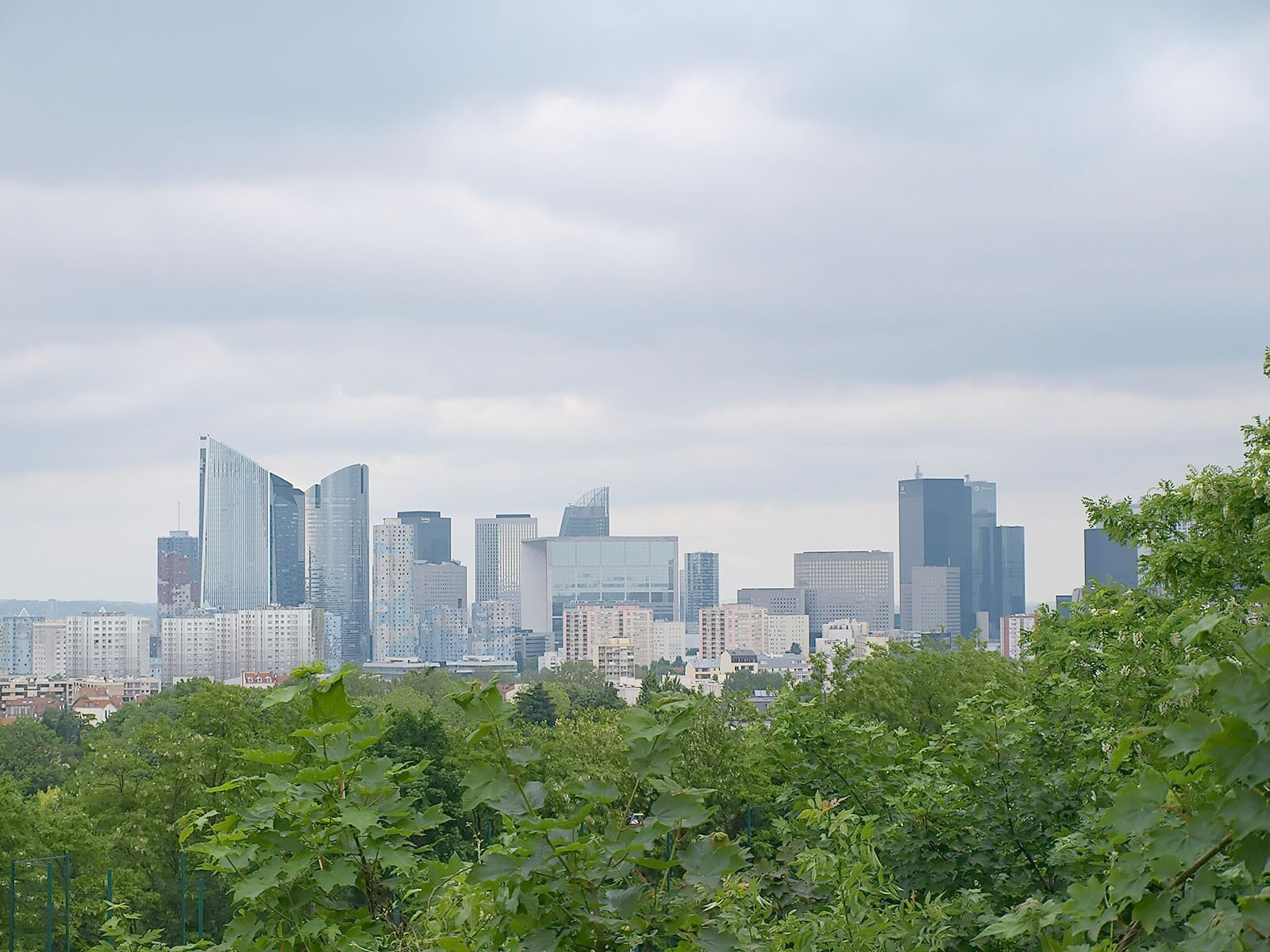
La Défense vue du mont Valérien.

Repère rapidement identifiable, le mont Valérien est un site majeur du département des Hauts-de-Seine. Pour son héritage historique et le panorama qu'il offre sur la Seine et Paris, il s'agit d'un lieu de promenade apprécié.
Les abords du fort, sous les remparts, ont été aménagés en espace paysager, avec un sentier périphérique qui relie des aménagements sportifs et historiques : terrain de patin à roulettes et de skateboard, tennis municipal de Suresnes, poney club du Mont-Valérien, le mémorial de la France combattante et le cimetière américain.
Cet espace vert départemental a été inauguré sous le nom de « promenade Jacques-Baumel » le 17 février 2008. Il contient plusieurs « arbres majeurs » plantés par le conseil général et destinés à devenir de futurs arbres remarquables. L'altitude permet de découvrir un vaste panorama sur l'Île-de-France. Une table d'orientation située au nord de la promenade détaille la géographie de la vallée de la Seine en aval de Paris.

### Cyclisme
- 1914 : Eugène Christophe devient champion de France de cyclo-cross au mont Valérien le 1er mars 1914[38].
- 1936 : Paul Chocque est vainqueur de la course de côte du mont Valérien.
- 2006 : l'ascension du mont Valérien fait partie de la 20e étape du Tour de France 2006.

### Rugby
Le stade Jean-Moulin du Rugby Club Suresnes Hauts-de-Seine se trouve sur le mont Valérien.

## Le mont Valérien dans la culture

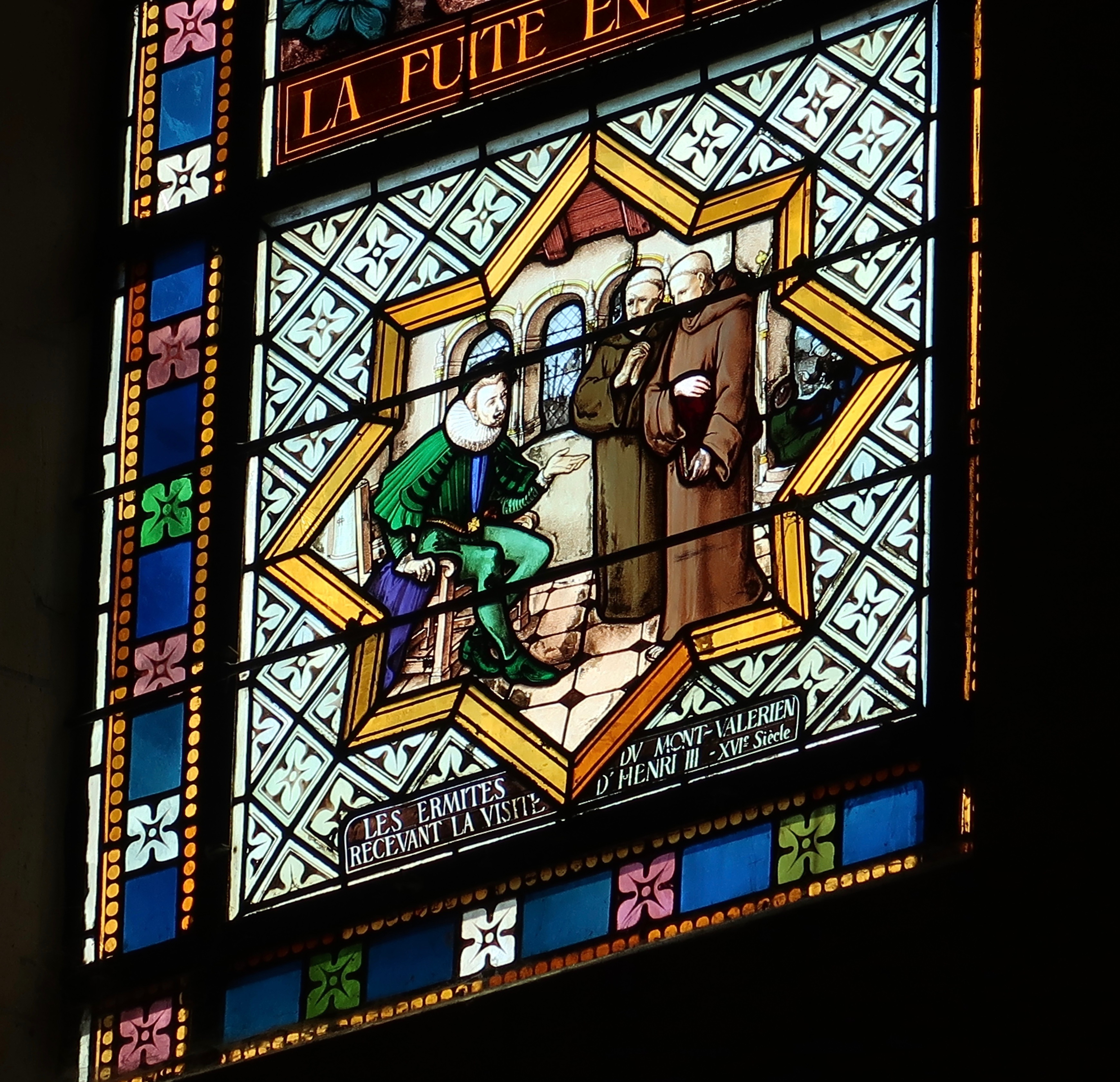
Vitrail « Les ermites du mont Valérien recevant la visite d'Henri III », dans l'église du Cœur-Immaculé-de-Marie de Suresnes.

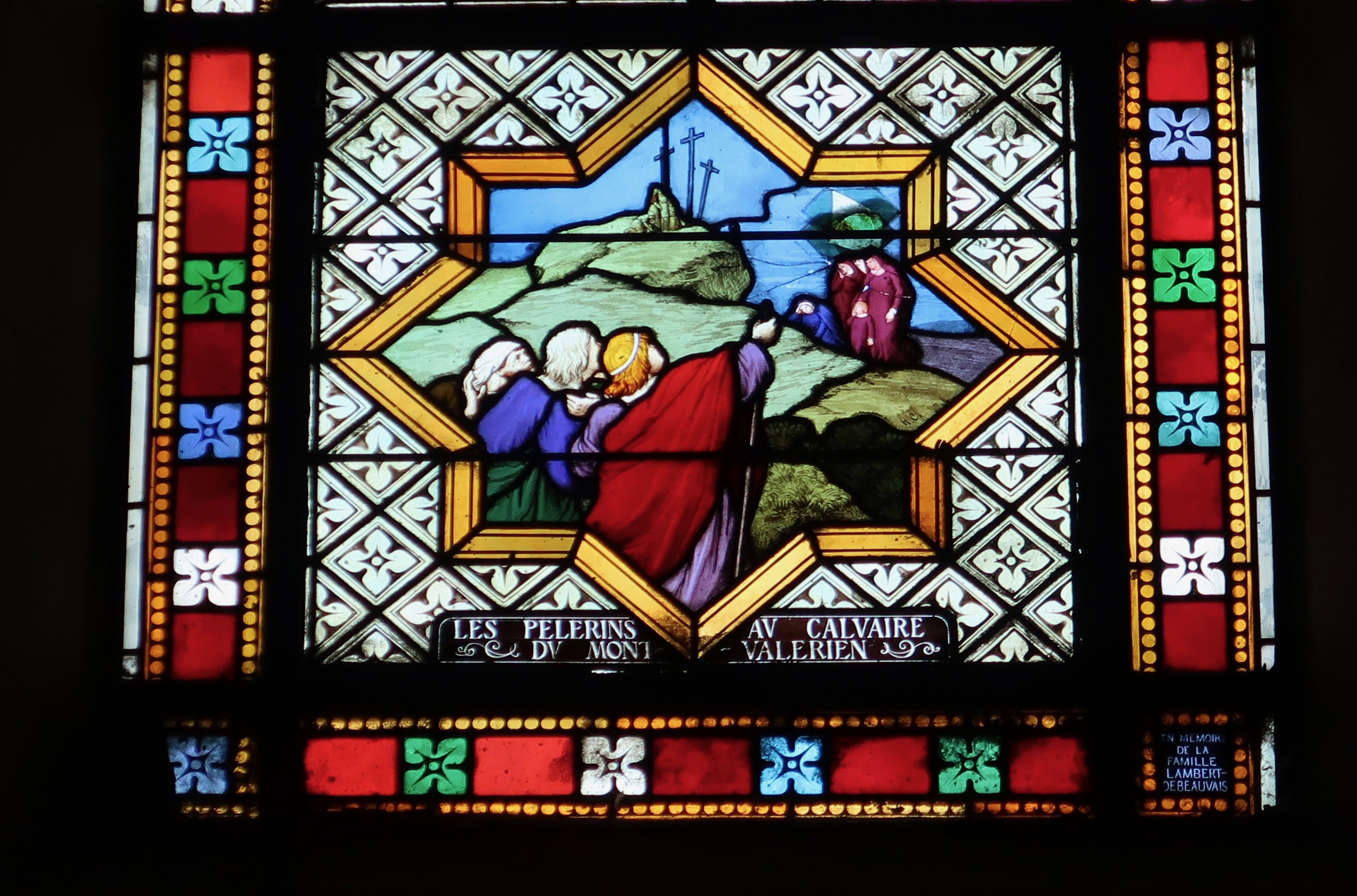
Vitrail « Les pèlerins du calvaire du mont Valérien », dans la même église.

### Arts graphiques
Le mont Valérien a été représenté dans de nombreuses œuvres picturales (estampes, peintures, etc.), telles l'eau-forte anonyme du XVIIe siècle Le Mont Valérien autrement dit le calvaire à 2 lieues de Paris et les peintures Le Mont Valérien et les environs de Jean-Baptiste-Gabriel Langlacé (1819), Calvaire de Robert Lefèvre et Vue du bois de Boulogne avec la grande cascade, le Mont Valérien et Longchamp de François-Edmée Ricois. Sur la peinture de Léon Fleury Saint-Cloud et la lanterne de Démosthène (1837), le mont Valérien apparaît au loin, derrière le parc de Saint-Cloud. Gaston de La Touche a aussi peint La Seine à Suresnes, vue depuis Saint-Cloud. En 1950, Dupendaine peint enfin l'aquarelle Le Mont Valérien détruisant les ouvrages des Prussiens, au sujet de la guerre franco-prussienne de 1870.
À la fin du XIXe siècle et au début du XXe siècle, il devient, grâce à la photographie, un sujet d'illustration de carte postale. Il est cependant moins mis en valeur que sur les peintures, les usines construites le long de la Seine bouchant en partie sa perspective.
Un timbre-poste représentant le mémorial de la France combattante a été émis par la poste française le 7 avril 1962 dans la série « Hauts lieux de la Résistance ».

### Poésie
Le Calvaire prophané ou le Mont-Valérien usurpé par les Jacobins réformés du fauxbourg S. Honoré, adressé à eux-mêmes, de Jean Duval (bachelier en théologie de la faculté de Paris, chapelain du collège de Sées, mort en 1680) est un poème d'environ 2 000 vers libres de 8 syllabes, paru en 1664, et plusieurs fois réédité.

### Littérature
- Le 4 avril 1774, Jean-Jacques Rousseau et Bernardin de Saint-Pierre font une promenade au mont Valérien, dont Bernadin de Saint-Pierre fera la narration dans son « Essai sur J.-J. Rousseau »[42].
- L’Itinéraire de Pantin au Mont-Calvaire, en passant par la rue Mouffetard, (…) ou Lettres inédites de Chactas à Itala, Paris, Dentu, 1811, « par M. de Chateauterne » est « une parodie piquante de l’Itinéraire de Paris à Jérusalem, de M. de Chateaubriand »[43].
- Sur le mont Valérien, paru le 3 mai 1819, est un article érudit et polémique de François-René de Chateaubriand, qui retrace l'histoire du mont Valérien jusqu'à la cérémonie religieuse célébrée la veille, attaquant le « philosophisme » et se réjouissant que le lieu ait été rendu au culte après la Révolution et l'Empire.
- Dans sa nouvelle La Femme de Paul (1881), Guy de Maupassant raconte un épisode se déroulant à La Grenouillère. Le narrateur décrit le paysage (« Là-bas, en face, l'inévitable Mont-Valérien étageait dans la lumière crue ses talus fortifiés ») puis l'arrivée nocturne de la Lune (« Tout à coup le Mont-Valérien, là-bas, en face, sembla s’éclairer comme si un incendie se fût allumé derrière. La lueur s’étendit, s’accentua, envahissant peu à peu le ciel, décrivant un grand cercle lumineux, d’une lumière pâle et blanche. Puis quelque chose de rouge apparut, grandit, d’un rouge ardent comme un métal sur l’enclume. Cela se développait lentement en rond, semblait sortir de terre ; et la lune, se détachant bientôt de l’horizon, monta doucement dans l’espace »[44].
- Strophes pour se souvenir (1955), est un poème de Louis Aragon chanté par Léo Ferré ayant pour thème les fusillés de l'Affiche rouge.
- Dimanche au mont Valérien est un roman d'Alain Defossé publié en 2000.

### Musique
Le mont Valérien est mentionné dans plusieurs chansons :
- Vesoul de Jacques Brel, datant de 1968.
- Habibi du rappeur Booba (« Enterre moi à Bakel, pas au Mont Valérien »).
- La Celle Saint-Cloud du rappeur Georgio.
- AieAieOuille du rappeur Kaaris.
- Placebo du rappeur Dinos
- Après d'âpres hostilités d'Alain Bashung
- Pelo de PLK